# 約翰·A·高蒂
約翰·安傑洛·高蒂（John Angelo Gotti，1964年2月14日—）是一名美國前黑幫，他在他的父親約翰·高蒂入獄後，從1992年至1999年擔任甘比諾犯罪家族的代理老大。年輕的高蒂本人於1999年因詐騙而被判入獄。2004年至2009年之間，高蒂在四次詐騙審判中都是被告人，所有審判都以無效告終。2010年1月，聯邦檢察官宣布，他們將不再試圖起訴高蒂。他因避過定罪而被稱為「小鐵氟龍」（Teflon Jr.），就像他父親一樣。

## 早年
高蒂於1964年2月14日出生在紐約市的皇后區，父親是意大利裔美國黑幫約翰·高蒂，母親是有半意大利和半俄羅斯血統的Victoria DiGiorgio Gotti。高蒂和他的四個兄弟姐妹一起長大在紐約霍華德海灘的一棟兩層樓高的房子裡，其兄弟姐妹包括維多利亞·高蒂和Angel，以及Frank和Peter。安傑洛·魯傑羅是他的教父，以及與他中間同名的人，他和他的兄弟姐妹將魯傑羅視為舅父。他以1983年屆成員的身份入讀紐約軍事學院。
畢業後，高蒂的父親幫助他開辦了一間名為Samson Trucking Company的貨運公司，但在業務失敗後，父親幫助他在木匠工會裡取得一份職位。

## 甘比諾犯罪家族領導與入獄
根據聯邦檢察官的說法，高蒂在1988年聖誕節前夕正式入會至甘比諾犯罪家族。根據黑幫麥可·迪倫奧納多說，在入會的同一晚上，薩米·格拉瓦諾主持了儀式，以防止高蒂被指控有裙帶關係。他在1990年被任命為角頭（隊長），據信是甘比諾家族歷史上最年輕的角頭。
1992年4月，他的父親約翰·高蒂因詐騙和相關罪行而被判終身監禁。他的父親宣稱他有特權保留其老大的頭銜直到他去世或退休，而他的兄弟彼得（Peter）和他的兒子小高蒂為他轉達命令。
高蒂回想起他父親是如何被聯邦調查局（FBI）的竊聽器弄垮，他便採用了一種更隱秘的方式來做生意。他主要透過「邊走邊談」或與信任的角頭一起散步時討論黑幫生意。他還試圖偽裝成一個合法的商人。然而，他的幾個雇用殺手並不看好他，認為他無能。他的談判能力遠不如他的父親，而且甘比諾犯罪家族在與其他家族的幾次爭端中都吃了虧。吉諾維斯犯罪家族對高蒂的印象很不好，根本拒絕跟他打交道。1995年，查爾斯·卡爾內利和約翰·阿利特參與了謀殺高蒂的大陰謀。
1997年，FBI對高蒂擁有的一處房產的地下室進行搜查，發現了一份打字的名單，上面列有他組織的「榮譽的男人」成員的姓名，還有348,700美元的現金、一份參加他的婚禮的客人名單，以及他們的結婚禮物的金額（總額超過350,000美元），還有兩支手槍。此外，還發現了一份1991年和1992年加入其他家族的幾個人的名單；紐約黑手黨長期以來的一個規定，准成員在入會前要經過其他家族的審核。然而，通常這些名單幾乎在入會時就被銷毀。這一發現激怒了高蒂的父親以及其他老大，因為這讓其他幾十名黑手黨成員面臨著被政府審查的風險。這個插曲令他在紐約媒體中得到「笨家伙」（Dumbfella）的綽號。

## 1999年詐騙罪
到了1998年，當小高蒂根據詐騙及貪污集團犯罪法（RICO）而被起訴詐騙罪時，他被認為是該家族的代理老大。許多指控都與向曼哈頓一間高檔脫衣舞俱樂部「Scores」的老闆和員工勒索錢財有關。根據起訴書，甘比諾犯罪家族曾強迫Scores俱樂部的老闆們在6年內支付1百萬美元以維持經營，其中高蒂的份額共計100,000美元。除了1997年突擊檢查中查獲的名單外，檢察官還獲得了小高蒂接受父親建議如何經營家族的監獄談話記錄。1999年4月5日，面對壓倒性的證據，小高蒂不顧父親的建議，承認了4項詐騙行為，包括行賄、敲詐和暴力威脅。他的律師說，他決定接受認罪協商，是因為他認為如果不認罪的話，他會在多個司法管轄區受到重復起訴。1999年9月4日，小高蒂被判處6年5個月監禁，並被罰款1百萬美元。聯邦檢察官說，在小高蒂入獄後，他的叔叔彼得·高蒂成為甘比諾組織的頭目，而且據信在2002年6月老高蒂去世前不久，彼得正式接替了哥哥的位置。小高蒂的起訴給他父母的婚姻帶來了壓力，他的母親到那時還不知道兒子加入黑手黨，她責怪丈夫毀了兒子的生活，並威脅說除非丈夫允許小高蒂離開黑幫，否則她就離開他。

## 2004年詐騙和綁架罪
2004年，高蒂在出獄前幾個月，被控11項詐騙罪，其中包括涉嫌陰謀綁架「守護天使」的創始人柯提斯·斯留瓦，以及證券欺詐、敲詐和放高利貸。斯留瓦是WABC的電台脫口秀主持人，據稱他曾在他的節目中譴責老高蒂是「頭號公敵」，激怒了家族。在審判期間，兩名前合伙人麥可·迪倫奧納多和Joseph D'Angelo作證對付高蒂。透過律師傑佛瑞·李奇曼，高蒂承認自己在1990年代曾參與甘比諾犯罪家族的活動，以及在1992年父親入獄後被安排領導該組織，但他聲稱自己在1999年被定罪後已經離開了犯罪生活。三個陪審團最終在指控上陷入僵局，最後一次是在2006年，聯邦檢察官決定不再進行第四次審判。

## 2008年詐騙罪
2008年8月，高蒂在佛羅里達州被捕，並因詐騙和謀殺陰謀被起訴。這些指控源於高蒂與前合夥人成為政府證人的約翰·阿利特共同經營的據稱的販毒圈子，以及1988年謀殺George Grosso、1990年謀殺Louis DiBono和1991年謀殺Bruce John Gotterup。檢察官指控該販毒圈子在1980年代末和1990年代初至少分銷了5公斤的可卡因。高蒂的審判後來移至紐約，他在那裡不認罪，並於2009年9月開始審判。
2008年1月，阿利特承認犯有兩宗謀殺案、四宗謀殺陰謀、至少八宗槍擊案、兩宗企圖槍擊案，以及在紐約州、新澤西州、賓夕凡尼亞州和佛羅里達州的武裝入室行竊和武裝搶劫案，這些案件都是由於他被指控參與佛羅里達州坦帕的甘比諾幫派。阿利特同意在甘比諾犯罪家族執法者查爾斯·卡爾內利的審判中作證，卡爾內利被判犯有四宗謀殺罪，目前正在服無期徒刑。隨後，他成為起訴高蒂的關鍵證人。
據稱，在審判期間，高蒂威脅阿利特說「我要殺死你」，並與他的前合伙人大聲爭吵。事件發生後，維多利亞·高蒂對《紐約每日新聞》說，阿利特是「一個病態的說謊者—一隻陷在諺語陷阱中的老鼠，被他自己的謊言所困住...」。阿利特作證說，高蒂至少要對8宗謀殺案和其他罪行負上責任。
2009年12月1日，12名陪審員宣布，他們未能就所有指控達成一致裁決，法官宣布審判無效。審判後，陪審員們說，他們認為證人，特別是阿利特並不可信。其中一位陪審員說：「他們現在應該停止這一切—這太荒謬了。」而另一位陪審員則說：「這是侮辱。這幾乎成為了笑柄。」高蒂，美國聯邦監獄管理局登記號#00632-748，在2009年12月1日被釋放。在高蒂第四次無效審判後，聯邦檢察官曾表示不會再尋求對高蒂的審判。2010年1月，政府決定不再對高蒂提出進一步指控。
小高蒂此後離開了甘比諾犯罪家族，在2015年接受《紐約每日新聞》採訪時，高蒂否認自己是線人的說法，稱自己確實向FBI提供了消息，但都是虛假消息，而且他向探員提供的消息並沒有導致起訴。
2013年11月，高蒂在紐約州塞奧西特制止打架時被刺傷。

## 個人生活
1990年，高蒂與地板/地毯安裝員Joseph Albanese的女兒Kimberly Albanese結婚。他們育有6名孩子，居住在長島北岸的Oyster Bay Cove。他的兒子約翰·高蒂三世（John Gotti III）是一名職業綜合格鬥選手。
高蒂寫了2015年的書籍《Shadow of My Father》。

## 傳記電影
電影於2016年7月25日開始拍攝，由凱文·康諾利擔任導演，電影名為《紐約教父》。該片於2018年6月15日上映。2018年6月9日，播放了電視紀錄片《Gotti: Godfather and Son》。

## 外部連結
- John A Gotti （页面存档备份，存于） from John A Gotti's official website
- Junior Gotti （页面存档备份，存于） – Biography.com
- John Gotti Jr from New York Daily News